# Podwójne szczęście (chińska kaligrafia)

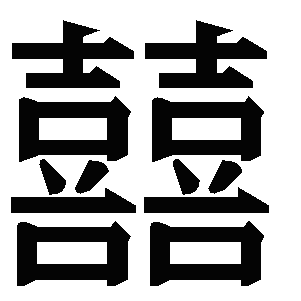
Chiński znak podwójnego szczęścia

Podwójne szczęście (chiń. upr. 双喜; chiń. trad. 雙喜; pinyin shuāngxǐ; wiet. song hỉ) czasami tłumaczone jako Podwójnie szcześliwy, to tradycyjny ornament chiński, często stosowany jako dekoracja ślubna. Poza Chinami, jest także używany w USA, Europie, Azji Wschodniej i Azji Południowo-Wschodniej przez członków społeczności chińskich i wietnamskich.

## Charakterystyka

Podwójne szczęście wpisane w okrąg.

Podwójne szczęście jest ligaturą 囍 złożoną z 喜喜 - dwóch kopii znaku chińskiego 喜 (pinyin xǐ), który dosłownie oznacza radość, skompresowane tak, by zajmowały obszar jednego znaku chińskiego (w piśmie chińskim jeden znak może się składać z dwóch osobnych części) i wymawia się go albo jako xǐ, albo jako polysylabiczny znak chiński, w tym wypadku brzmienie to shuāngxǐ.
Zazwyczaj znak 喜囍 jest zapisany kaligrafią chińską i często pojawia się na tradycyjnych przedmiotach ozdobnych, kojarzonych z małżeństwem. Znak podwójnego szczęścia często można znaleźć w miejscach ceremonii ślubnych, a także na prezentach dla panny i pana młodego. Kolor znaku jest zazwyczaj czerwony, okazjonalnie czarny. 
Od 2017, wersja 10 Unicode obejmuje okrągłą wersją tego znaku, jako część bloku Enclosed Ideographic Supplement, o kodzie numer 1F264. Wygląda to mniej-więcej jak obrazek obok.

## W kulturze popularnej
Obecnie pinyin shuāngxǐ (alternatywnie zapisywany jako Wade-Giles shuang hsi) jest używany jako nazwa dla takich rzeczy jak modne ubrania, biżuteria, papierosy, zapałki, sos sojowy itp. Jest to także dekoracja na wielu luksusowych przedmiotach marki Shanghai Tang.
Sklep z Hongkongu zwany Goods of Desire projektuje wiele produktów ze znakiem podwójnego szczęścia, wliczając świece zapachowe, akcesoria i zestawy do herbaty inspirowane dynastią Ming.

## Galeria

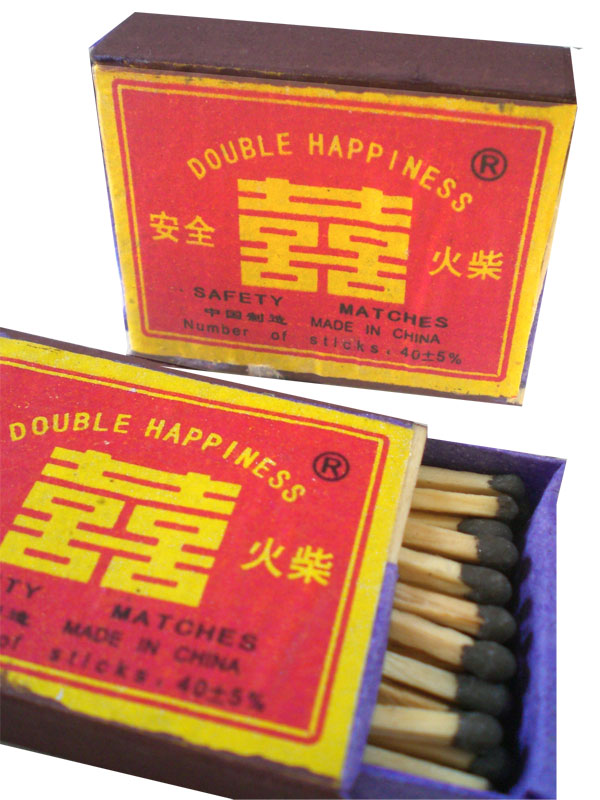
Stare pudełka zapałek ze znakiem podwójnego szczęścia.
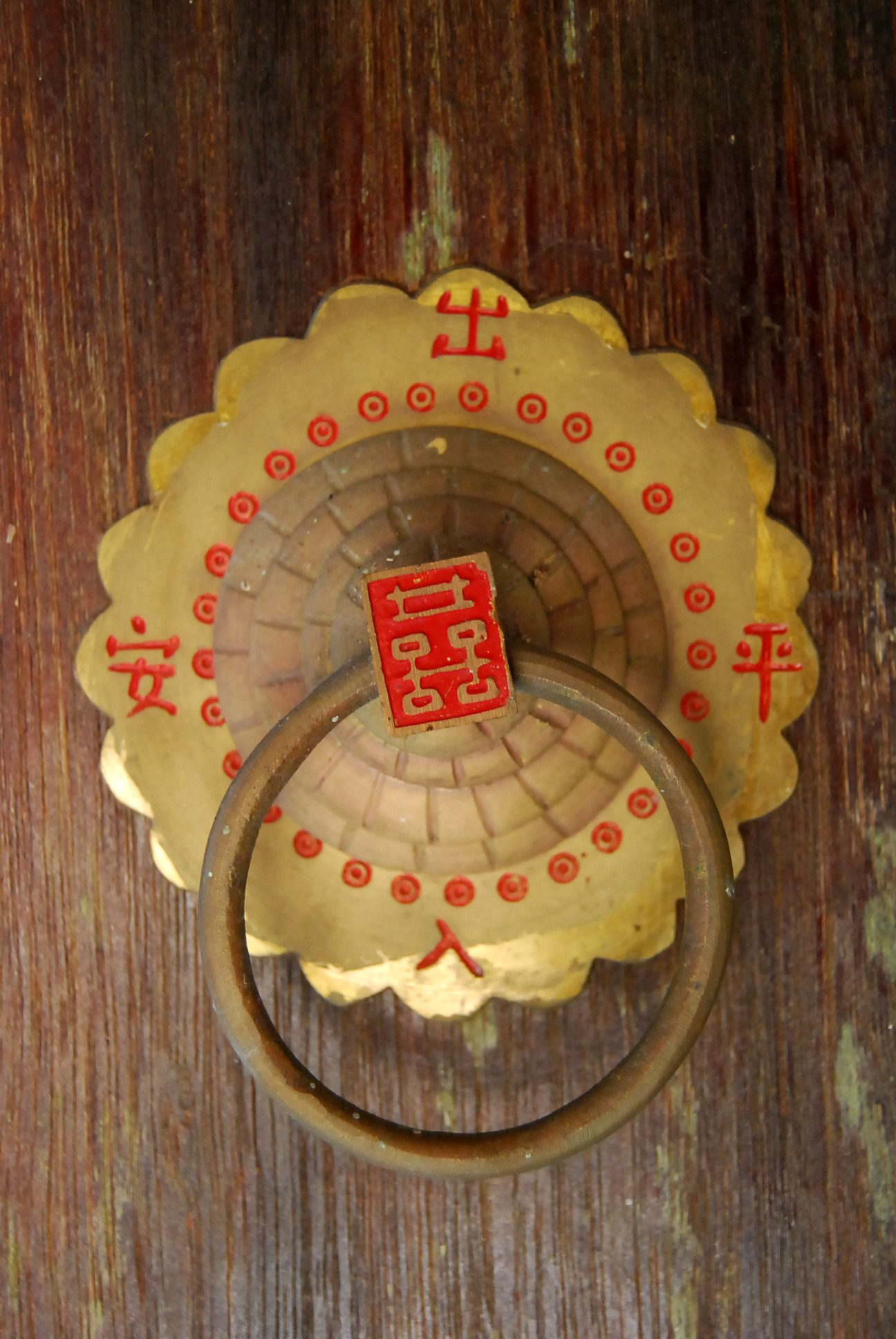
Znak podwójnego szczęścia na dzwonku do drzwi w domu Song Qingling w Wengchang, Hajnan
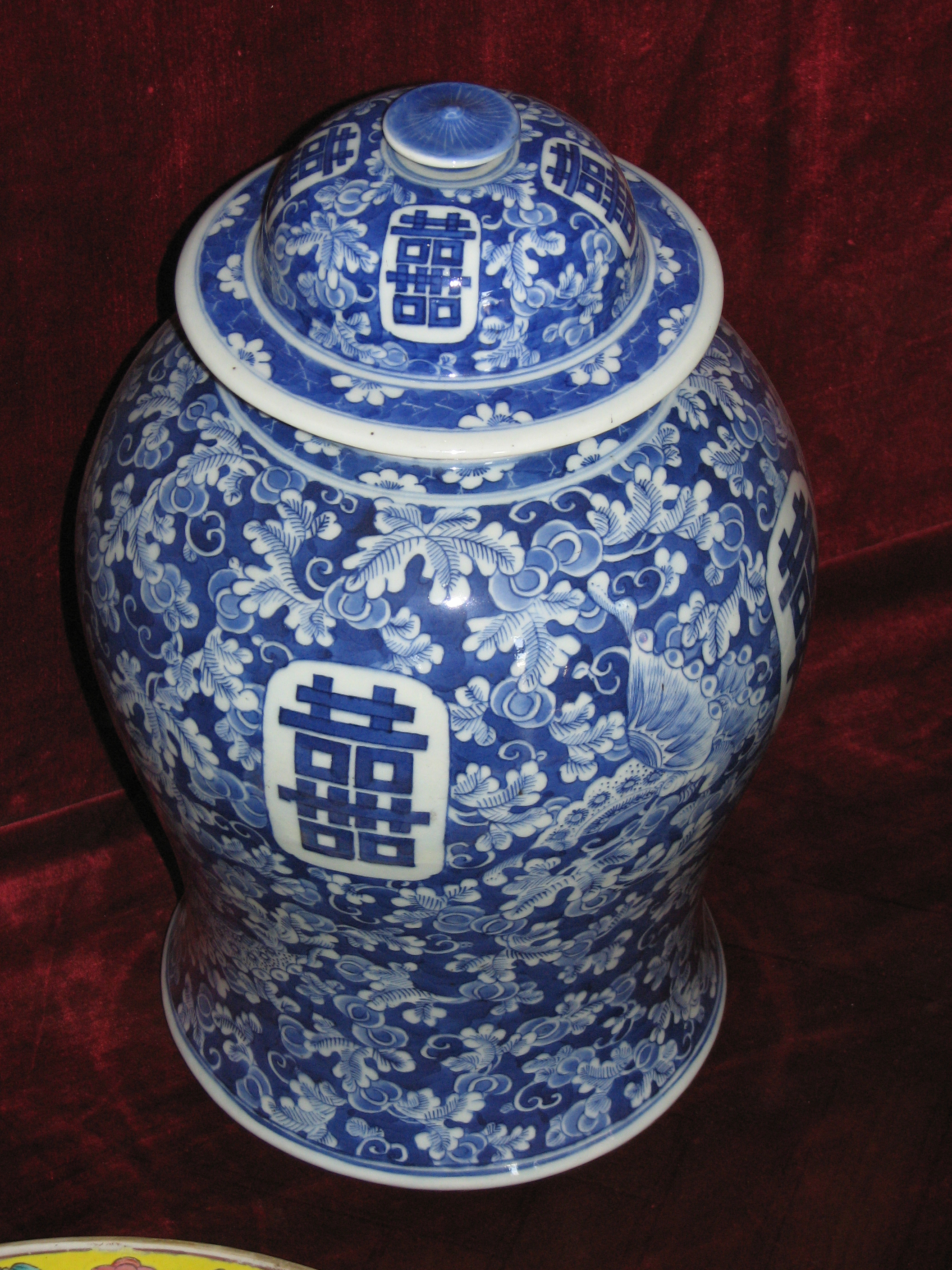
Porcelanowa waza z dynastii Qing ze znakiem podwójnego szczęścia
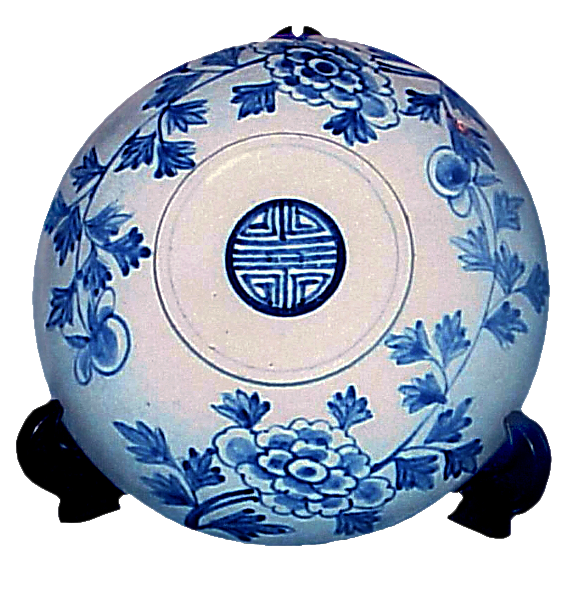
Miska na ryż udekorowana znakiem z medalionem podwójnego szczęścia i długowieczności Shou w centrum, z koreańskiej dynastii Joseon
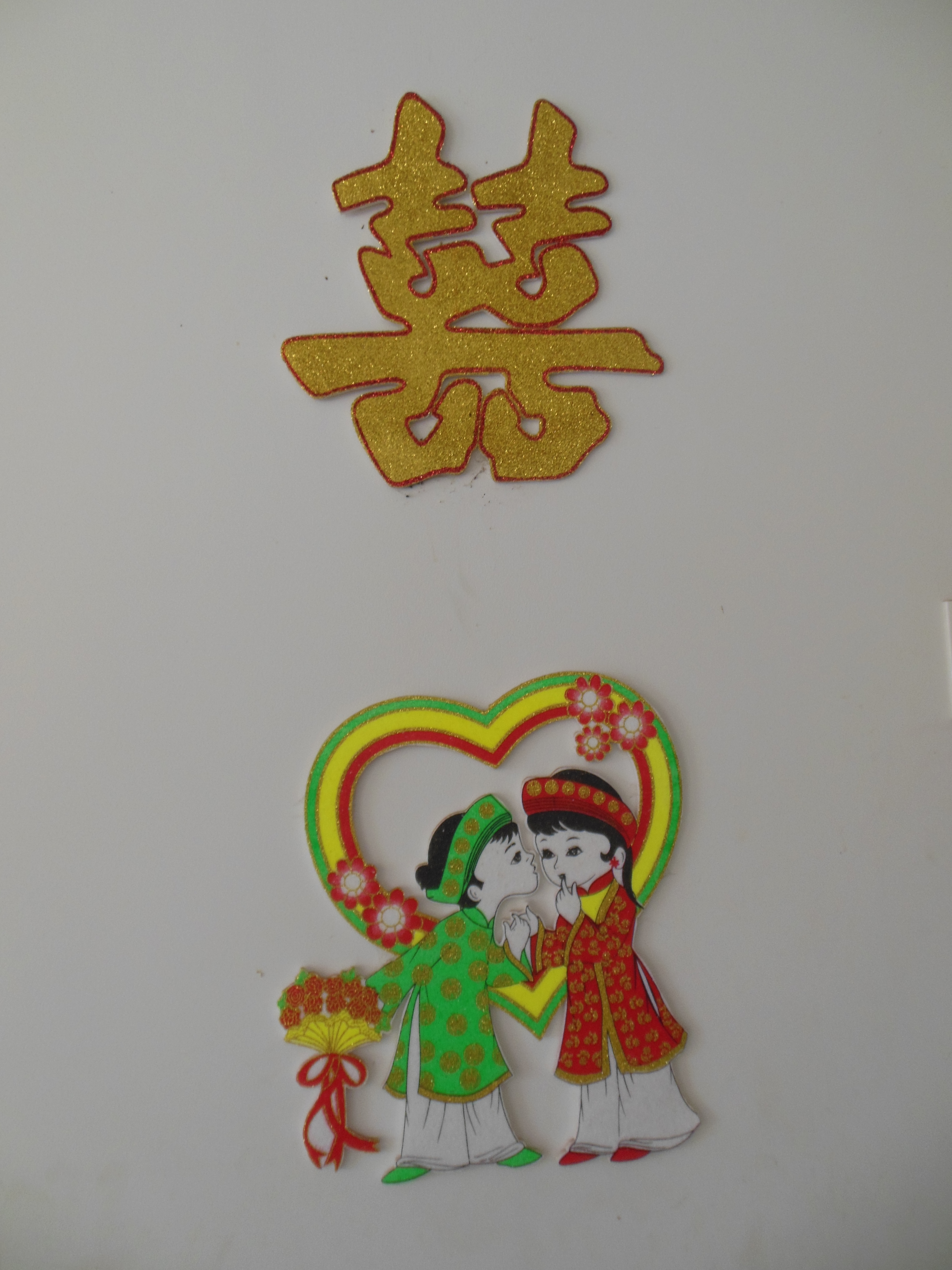
Wietnamskie dekoracje ślubne, ze znakiem podwójnego szczęścia
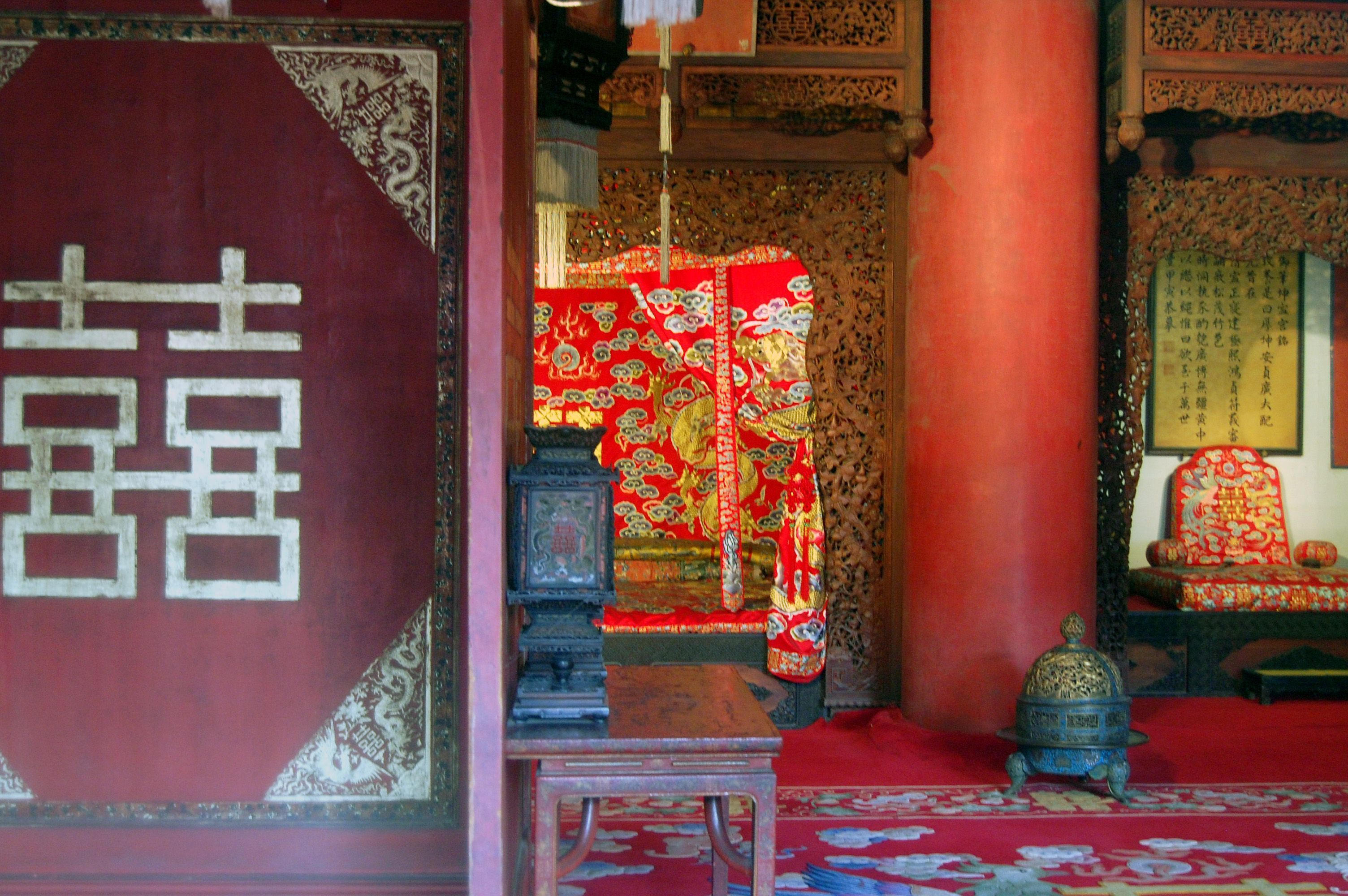
Pałac Ziemskiego Spokoju (chiń. 坤宁宫) w Zakazanym Mieście z tradycyjnymi chińskimi dekoracjami ślubnymi i znakiem podwójnego szczęścia w tle
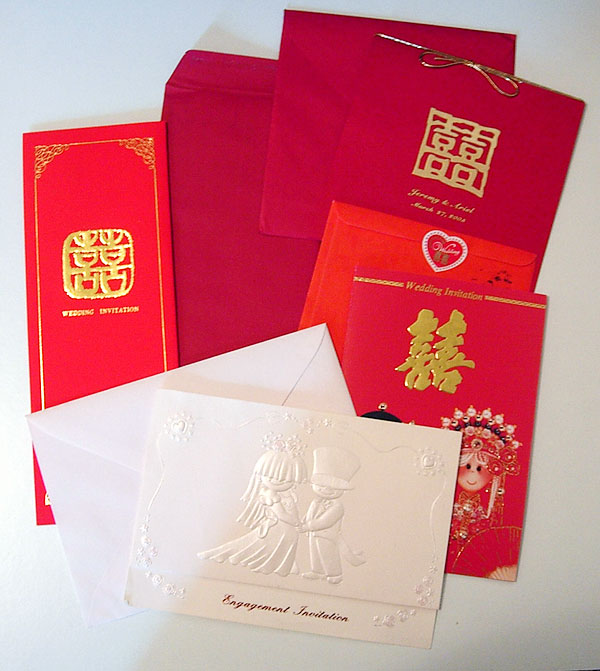
Chińskie zaproszenia ślubne ze znakiem podwójnego szczęścia
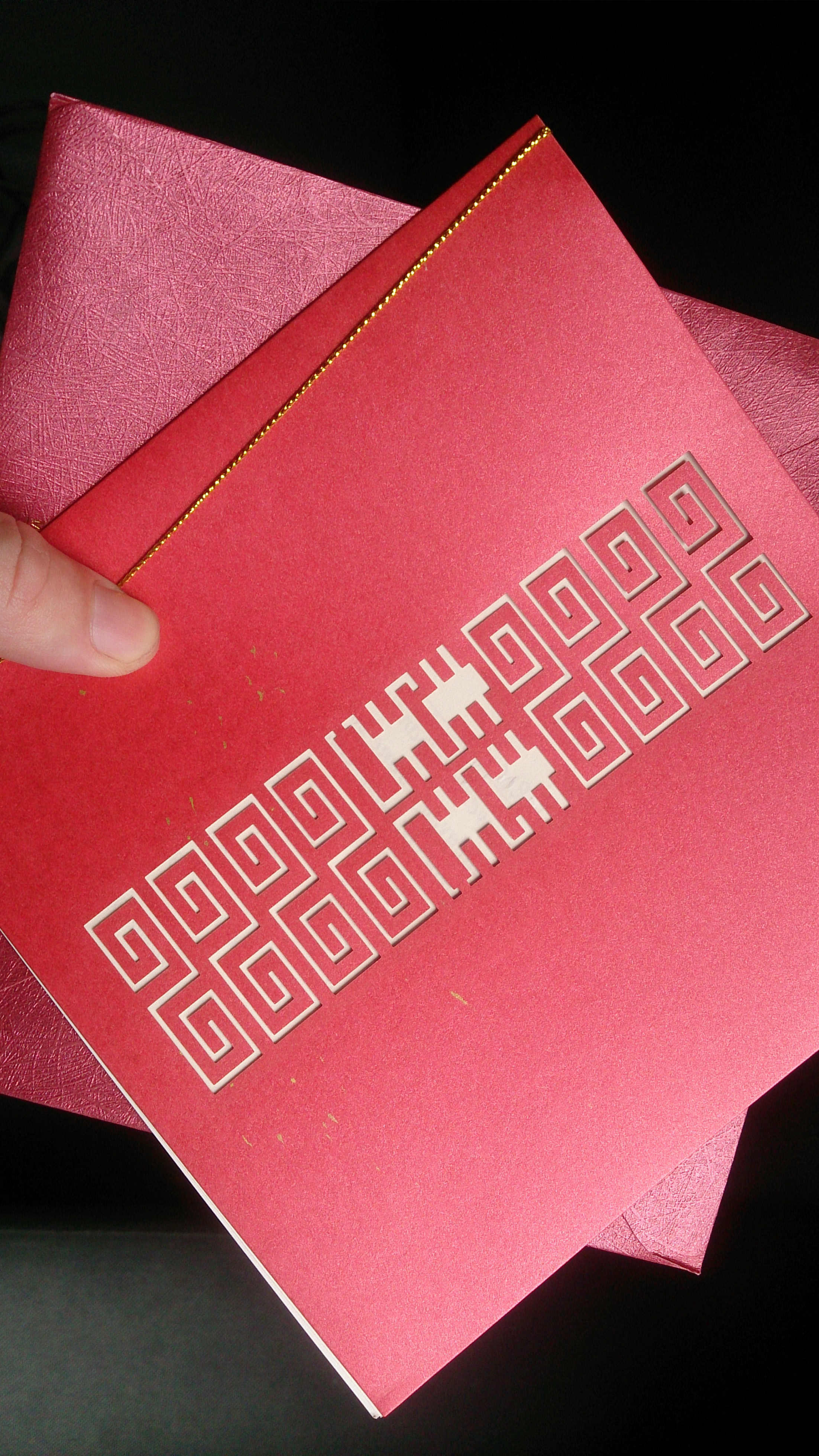
Chińskie zaproszenie ślubne ze znakiem podwójnego szczęścia w centrum
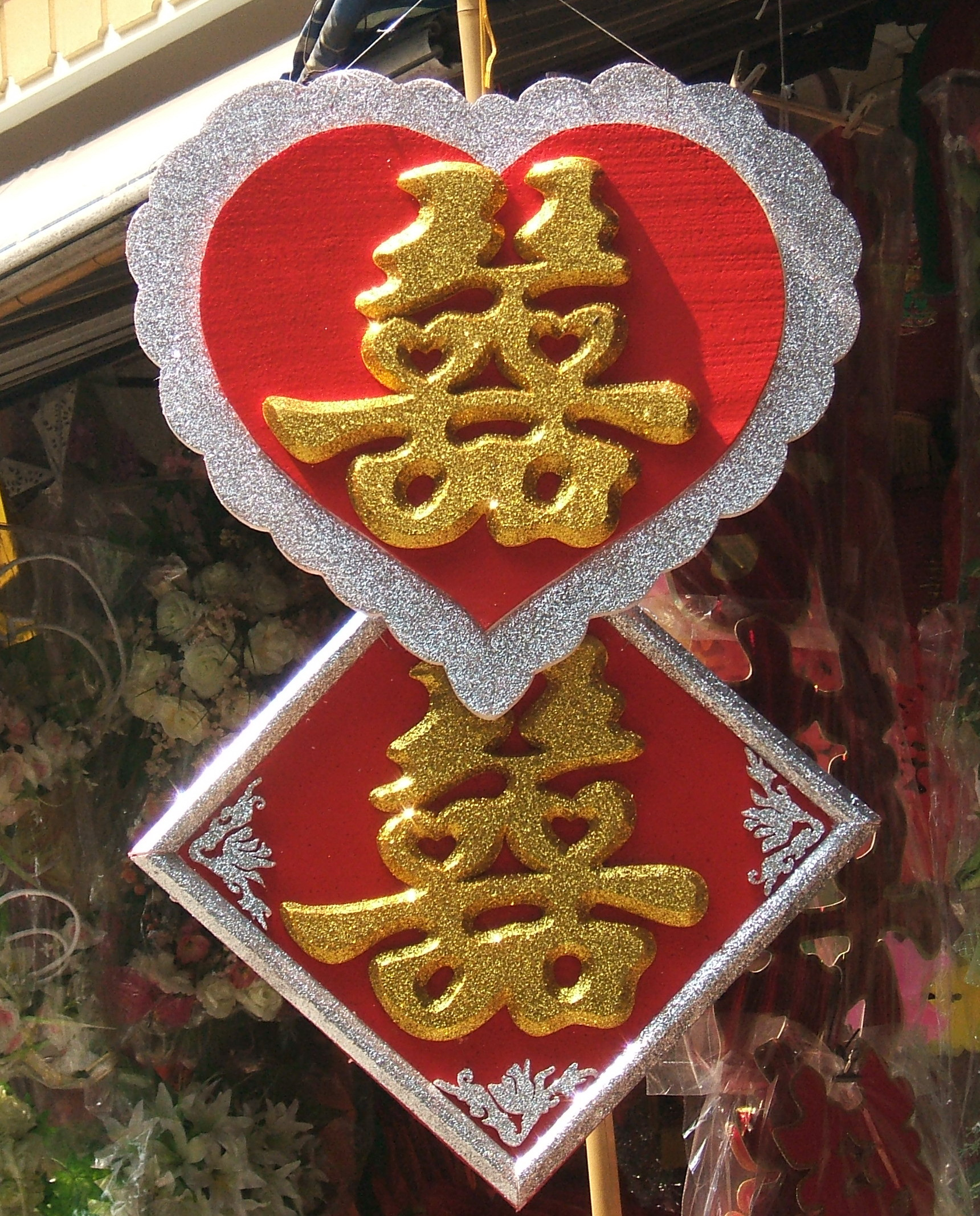
Dekoracje podwójnego szczęścia w Wietnamie
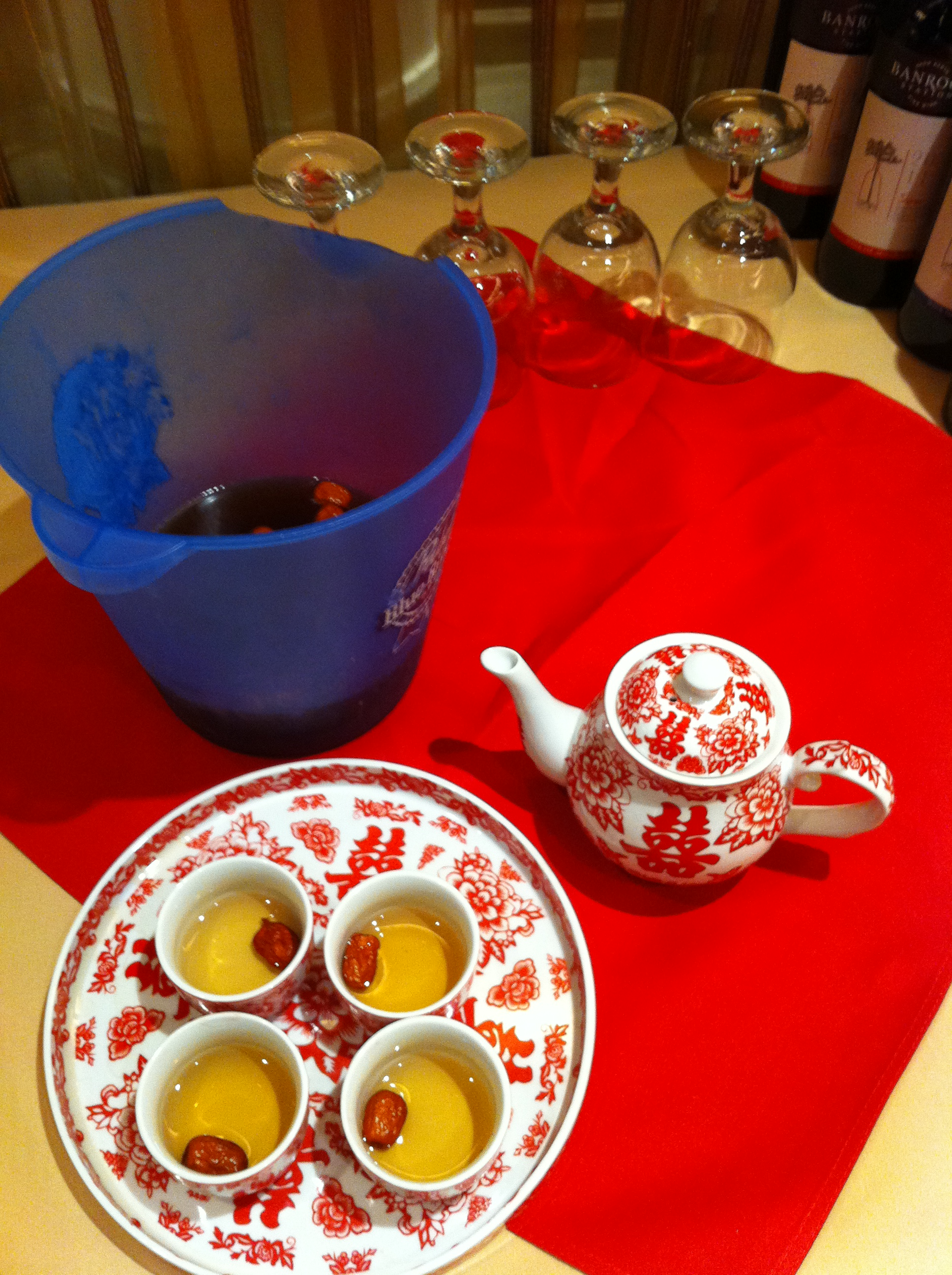
Chińska zastawa ślubna, ze znakami podwójnego szczęścia
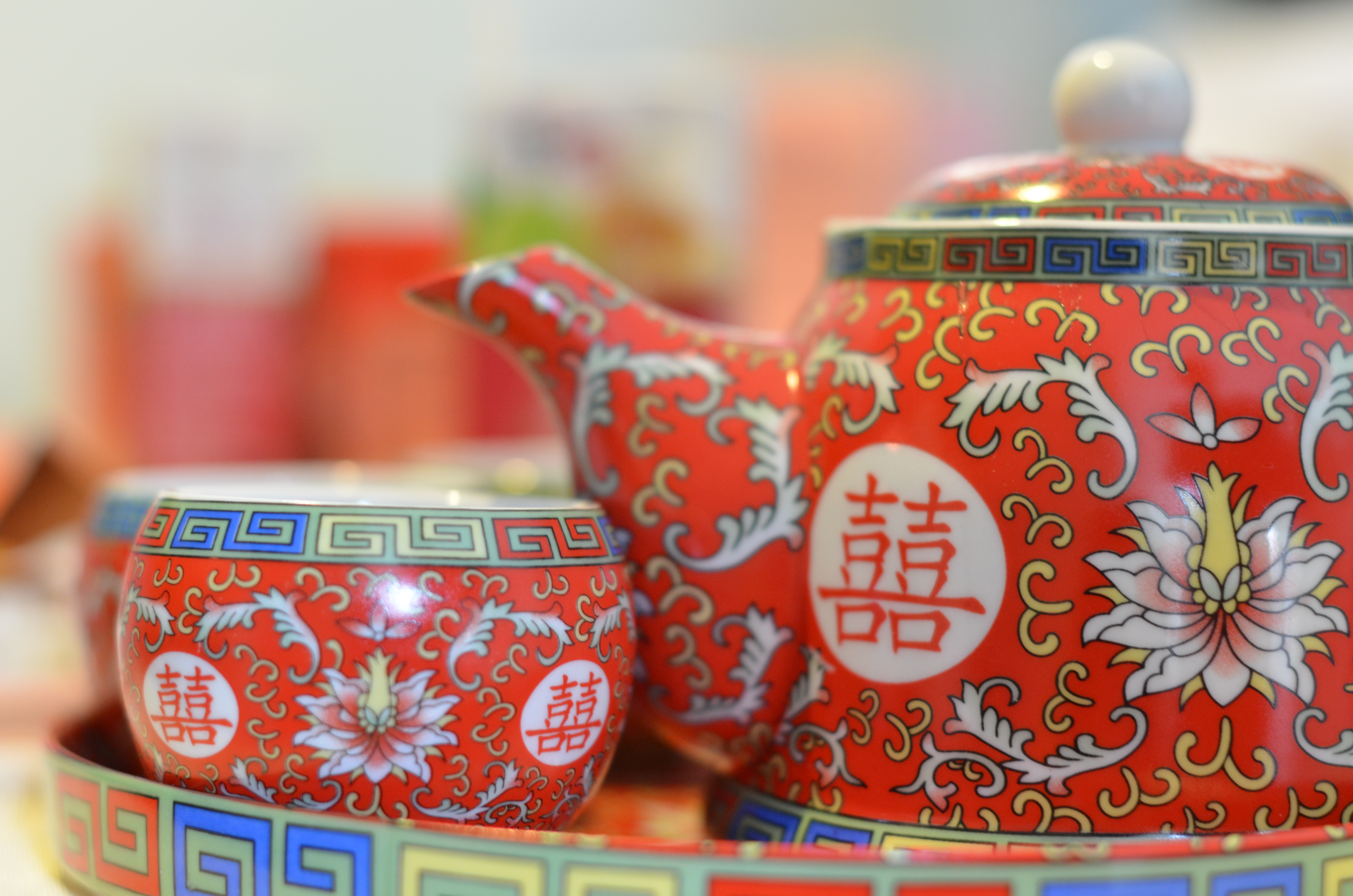
Chiński zestaw do herbaty przeznaczony do ceremonii ślubnej
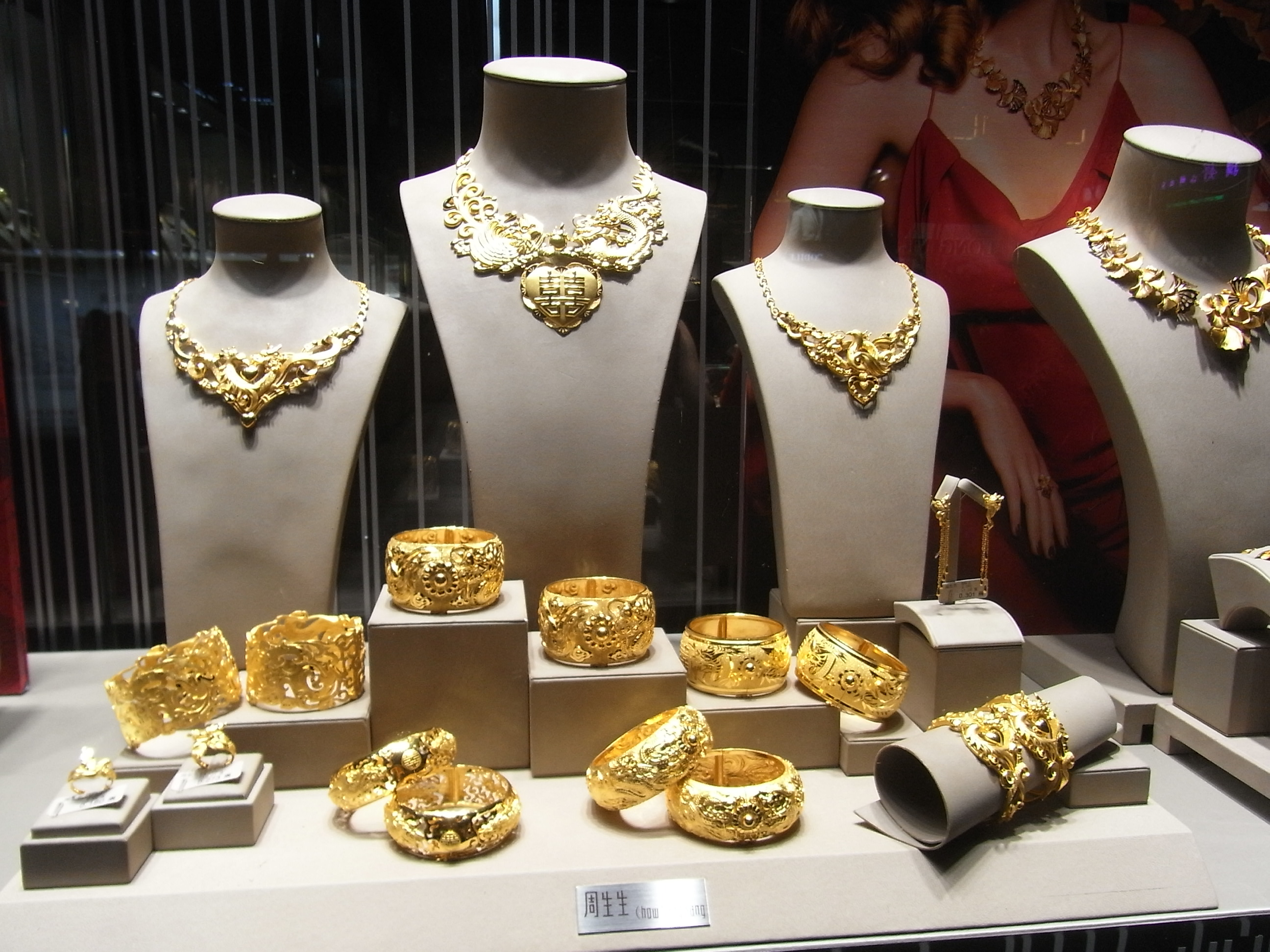
Złota biżuteria ze znakiem podwójnego szczęścia, Hongkong
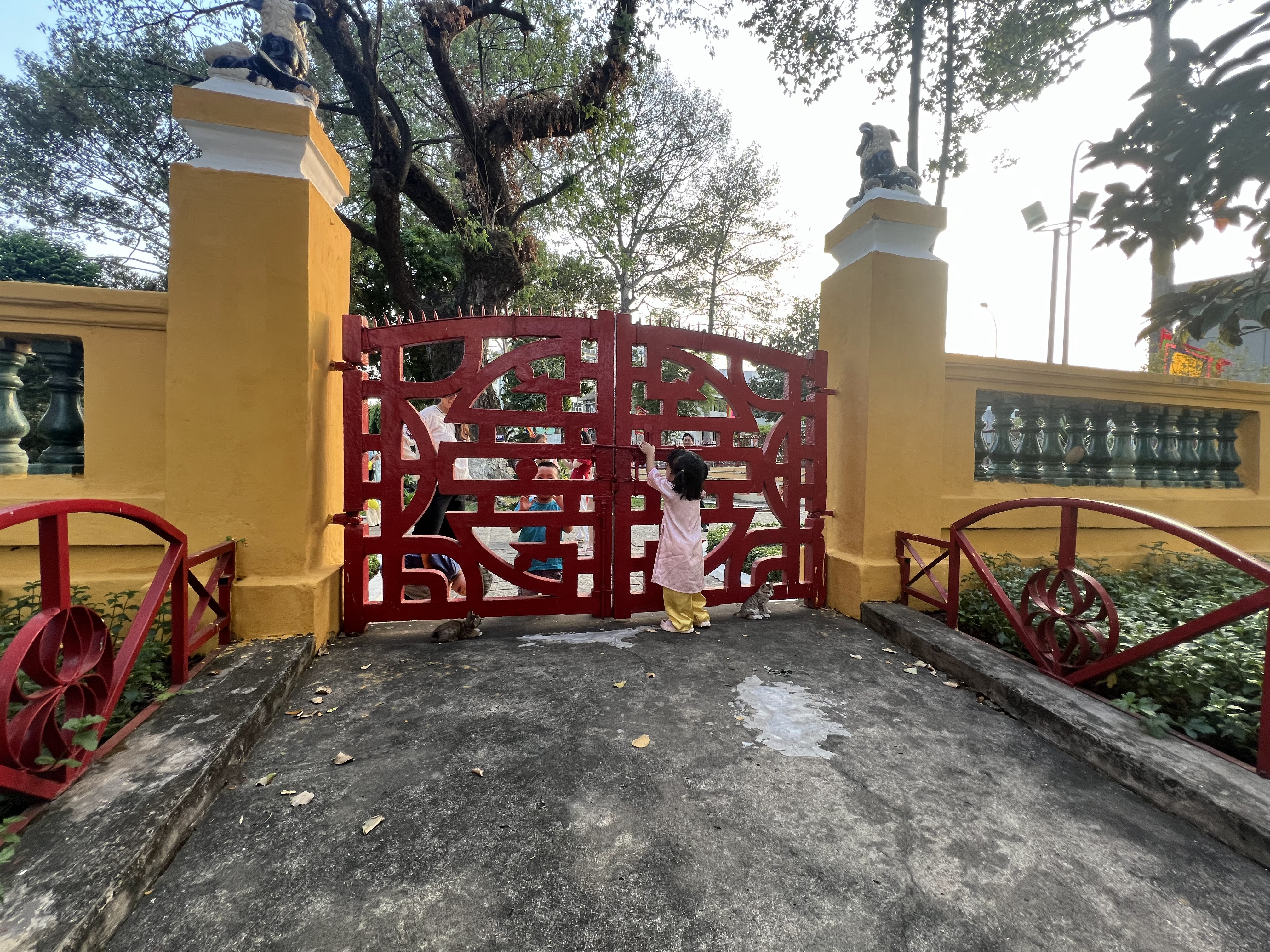
Wrota Podwójnego Szczęścia w Grobowcu Le Van Duyet, miasto Ho Chi Minh, Wietnam, zdjęcie wykonane podczas święta Tet w 2024 r.